# Jean-Baptiste Stoppa
Pour les articles homonymes, voir Stoppa.
Jean-Baptiste Stoppa (que l'on trouve également écrit Stuppa), né le 16 février 1623 à Chiavenna, et mort le 23 août 1692 à Mons (Flandres), est un officier suisse au service de France.

## Biographie

### Origines
Jean-Baptiste Stoppa naît le 16 février 1623, à Chiavenna. Issu de la famille Stoppa, il est le fils de Jean-Baptiste Stoppa et Lavinia Stoppa ( Le DHS le donne fils du médecin Nikolaus). Il a un frère de Jean-Pierre.

### Carrière
Jean-Baptiste étudie la théologie protestante à  l'université de Leyde (Pays-Bas), puis, en 1652, occupe un poste pastoral à Londres où il se lie d’amitié avec Thurlow, secrétaire et unique ministre d’Olivier Cromwell (1599-1658). De 1654 à 1657, Cromwell le charge de diverses missions diplomatiques
,.
Cependant ses rapports étroits avec l’ambassadeur d’Espagne à Londres le rendent suspect aux yeux de Cromwell, qui le soupçonne d’intelligence avec cet ambassadeur. Il doit quitter précipitamment Londres et émigrer en Hollande. En 1665, il revient en France, se convertit au catholicisme et rejoint son frère aîné Jean-Pierre Stoppa pour entamer une carrière militaire. Il devient en 1667 capitaine d’une compagnie franche au service de la France,.
Le 17 février 1672, Jean-Baptiste  Stoppa est nommé Lieutenant-colonel du régiment de Stoppa le Vieux. Il sert en cette qualité lors de l’expédition de Hollande. En 1673, à Utrecht, il publie un traité très critique pour les hollandais, La religion des Hollandais il se lie avec Spinoza. En 1675, il est présent aux batailles de Liège, de Dinant, de Huy et de Limbourg et participe en  1676 aux sièges de Landrecy, de Condé et de Saint-Guillain. 
Le 28 janvier 1677, le roi le nomme colonel d’un régiment suisse qu’il venait de lever. Ce régiment est appelé Stoppa le Jeune, pour le distinguer de celui de son frère Jean-Pierre Stoppa. Avec ce régiment, il combat en Sicile du 9 avril 1677 au 20 mars 1678, sous les ordres du maréchal Louis Victor de Rochechouart duc de Vivonne (1636-1688).
Il est décrit par Charles du Monceau de Nollent, intendant de police, finances et vivres des armées du roi, dans une lettre à François Michel Le Tellier de Louvois « de fort méchant personnage », tandis que François III d’Aubusson, duc de La Feuillade (1631-1691), dans une lettre également écrite à Louvois, le qualifie « d’homme de très bon esprit ».    
En 1685, pendant une courte période de paix, il voyage en Suisse et en Italie avec Gilbert Burnet, évêque de Salisbury, qui lui rend hommage dans ses mémoires[réf. nécessaire]. En 1687, il est au camp de Maintenon et en 1688 à Bonn.  Le 10 avril 1689, il est nommé  brigadier, et se bat dans les Ardennes, puis en France ; il est blessé à la bataille de Fleurus le 1er juillet 1690.
En 1690, Jean-Baptiste Stoppa rédige un mémoire intitulé Justification des colonels du pays des Grisons qui servent la France. Ce mémoire, imprimé à Paris, est adressé aux trois Ligues Grises.

### Mort
Jean-Baptiste Stoppa meurt le 23 août 1692 à Mons, en Flandre, des suites d’une blessure reçue à la bataille de Steinkerque où il se distingua par sa bravoure.